# 1980年阿克苏“4·9”事件
1980年阿克苏“4·9”事件，是1980年4月10日至11日发生在新疆维吾尔自治区阿克苏县的骚乱事件。

## 简介
从1980年春季开始，新疆维吾尔自治区的局势趋向紧张，连续发生数起到新疆插队的内地知青要求返城的大规模群体性事件（新疆农场知青返城风波），并且多地发生动乱。新疆的正常生产、生活秩序受影响，工农业生产明显下降。阿克苏“4·9”事件便是其中最早且规模最大的动乱事件。
1980年4月9日，阿克苏县公安局刑警黄镇（汉族）把在街头酗酒的维吾尔族城镇居民尧勒瓦斯·托乎提关进阿克苏县公安局值班室后，为制止尧勒瓦斯·托乎提又喊又闹，遂给其戴手铐，用毛巾堵住其嘴，造成尧勒瓦斯·托乎提窒息死亡，黄镇当即被逮捕。
此事发生后，1980年4月10日至11日，部分维吾尔族人称此事“是政府对维吾尔人的迫害”，呼喊“以血还血”、“打倒黑大爷政府”（“黑大爷”是维吾尔族人对汉族人的一种称呼），在他们的号召下，3000多名维吾尔族民众抬尸游行，公开高喊“打倒黑大爷”、“汉族人滚回关内去”等口号，冲击中共阿克苏地委、阿克苏县公安局、大光毛纺厂、农业银行等十多家单位，并且抢夺财物，追打汉族干部群众。党政干部被打155人。主要口号“把伊斯兰革命进行到底”、“打倒异教徒”、“伊斯兰共和国万岁”。最后处理收审86人，法办10人。
根据官方统计，在此次“严重打砸抢骚乱事件”中，1名汉族人被打死，549名汉族群众被打伤，其中重伤93人。
此次事件事前并无人长期策划，但事件发生时却聚集起3000余人。

## 事后
此次事件发生以后，1980年7月，中共中央书记处召开第一次新疆工作座谈会。《乌兰夫文选》记载，中共中央统战部部长乌兰夫后来在讲话中将此次座谈会的重要性同1980年3月召开的第一次西藏工作座谈会等同，认为此次座谈会的决定的公布后“必将像《西藏工作座谈会纪要》那样，受到热烈的欢迎。”为调整汉族干部、少数民族干部的比例，时任中共新疆维吾尔自治区委第一书记汪锋也认为，在任的大多数汉族干部可退休或者调往内地。《新疆日报》记载，当时也有高层领导路过乌鲁木齐市时曾经指示，1949年和中华人民共和国成立初期进新疆的汉族干部已完成帮助新疆少数民族建设边疆的任务，可以撤回内地。
1980年9月，中共中央书记处召开第二次新疆工作座谈会，中央在会上决定派王震赴新疆，“代表中央慰问新疆各族干部、各族群众和解放军指战员”。王震后来回忆说，当时“我是自己跳出来管这件事的。”当时王震刚在中共十一届三中全会上当选中共中央政治局委员，并且在1980年春季做了膀胱癌手术。他对当地的民族干部、长老、宗教领袖颇有威望。
接受命令后的第4天，王震“即带着《马恩列斯毛论民族问题》、《列宁、斯大林论中国》、《沙俄侵华史》、《左文襄公在西北》等书籍，登机出发。”他先到乌鲁木齐市，接着南行走遍了乌鲁木齐市以南的全部地市。曾任王震秘书的李慎明回忆，当时王震“十分注意身体力行，带头为民族团结作贡献。”王震到达乌鲁木齐市当日，新疆维吾尔自治区为他举行欢迎便宴后，“有少数民族同志邀请王老跳舞，尽管王老刚动手术不久，双脚又患严重的末稍神经炎，但王老依然十分高兴应邀，十分潇洒地跳了一段新疆舞，赢得在场的各族干部群众齐声喝彩。”此行共17天，王震“往往每天工作十一二个小时，脚上的末稍神经炎也往往使他深夜难以入睡，但他仍咬牙坚持。他先后与几百人直接座谈，近万人与他会见、合影并聆听他的讲话。”
回到北京后，王震即向中共中央、国务院、中央军委递交《赴新疆慰问的汇报提纲》。《汇报提纲》提出，应当开发新疆资源、增加高等院校在新疆的招生名额、军队办好干部子女学校、组织少数民族领导干部和技术人员到内地或出国访问等等。王震强调，要加强新疆维吾尔自治区的领导班子建设，“从长期坚持在新疆战斗、工作的同志中，选拔熟悉当地情况、懂得生产建设并善于团结各民族及与他们有长期友好合作关系而又年富力强的干部，充实进自治区领导班子。加强对少数民族干部的培养和提拔。”《汇报提纲》最后称：“我请求党中央、中央军委让我以现在的职务、身份，在新疆帮助工作。”